# Zbrodnia w Dołhej Wojniłowskiej
Zbrodnie w Dołhej Wojniłowskiej – zbrodnie dokonane przez ukraińskich nacjonalistów na Polakach we wsi Dołha Wojniłowska, położonej w byłym powiecie kałuskim województwa stanisławowskiego, w tym atak na początku kwietnia 1944 roku, podczas którego zamordowano ponad 60 osób.

## Początki zbrodni
Dołha Wojniłowska była wsią w większości ukraińską. Polacy mieszkali głównie na osiedlu Ziemianka.
Według wspomnień zebranych przez Stowarzyszenie Upamiętniania Ofiar Zbrodni Ukraińskich Nacjonalistów pierwszą zbrodnią ukraińskich nacjonalistów w Dołhej Wojniłowskiej było zabicie dwóch żołnierzy polskich przez bojówkę OUN. Stało się to 18 września 1939 roku w pobliżu wsi.
Od 1943 roku zaczęły wzmagać się ataki nacjonalistów ukraińskich na tutejszych Polaków. Pod koniec 1943 roku uprowadzono ze wsi i zabito 4 osoby. Pod wpływem tych mordów, obawiając się nocnego napadu, Polacy w Dołhej Wojniłowskiej nocowali poza swoimi domami – w lesie, w stogach lub w różnych, przygotowanych wcześniej kryjówkach.
W lutym i w marcu 1944 roku w wyniku trzech kolejnych napaści zginęło dalszych 7 polskich mieszkańców wsi.
27 marca 1944 uzbrojona grupa Ukraińców zaatakowała pięć polskich gospodarstw znajdujących się na uboczu wsi pod lasem, zabijając 27 osób. Ofiary zostały dwa dni później pochowane na cmentarzu parafialnym przez ks. Błażeja Czubę. Po tej zbrodni część Polaków wyjechała do Łukowca, gdzie była silna polska samoobrona.

## Zniszczenie osiedla Ziemianka
Na przełomie marca i kwietnia 1944 roku grupa Ukraińskiej Powstańczej Armii zaatakowała w nocy polskie osiedle w Dołhej Wojniłowskiej. Kilkadziesiąt osób zabarykadowało się w murowanej plebanii, którą napastnicy oblali benzyną i podpalili. Ogniem zajęły się drzwi i okna, a ludzie zamknięci w środku zaczęli dusić się dymem. Do próbujących wyskakiwać przez okna strzelano. Osoby, które schroniły się na plebanii, w tym ks. Czuba, udusiły się, bądź spaliły się żywcem. Ocalał ranny od kuli Franciszek Kata, udający nieżywego.
Napastnicy spalili także drewniany kościół pw. Najświętszego Serca Pana Jezusa oraz większość polskich domostw. Ocalały jedynie dwa gospodarstwa, które sąsiadowały z domami ukraińskimi. Banderowcy dokonywali także zabójstw we wsi. Według relacji świadka sparaliżowaną Katarzynę Lebiodę z córką porąbano w łóżku, wnętrzności ofiary zawieszono na płocie. W wyniku tego napadu zginęło 64 lub 65 osób.
Źródła podają różne daty zniszczenia osiedla Ziemianka. Większość świadków datuje zbrodnię na noc z 31 marca na 1 kwietnia 1944 roku. Według Grzegorza Motyki dokonano jej 6 kwietnia, natomiast Grzegorz Hryciuk podaje datę 9–10 kwietnia 1944 (Wielkanoc). Szczepan Siekierka, Henryk Komański, Eugeniusz Różański uważają, że były dwa osobne ataki – jeden w nocy z 31 marca na 1 kwietnia a drugi w nocy z 5 na 6 kwietnia. Według tych autorów w Dołhej Wojniłowskiej w wyniku wszystkich ataków zginęło 140 Polaków.
Ocalałych Polaków z Dołhej Wojniłowskiej do Kałusza zabrali żołnierze węgierscy.